# Mulbring
Mulbring är en ort i Australien. Den ligger i kommunen Cessnock och delstaten New South Wales, i den sydöstra delen av landet, omkring 110 kilometer norr om delstatshuvudstaden Sydney. Antalet invånare är 759.
Närmaste större samhälle är Kurri Kurri, nära Mulbring. 
I omgivningarna runt Mulbring växer i huvudsak städsegrön lövskog. Runt Mulbring är det tätbefolkat, med 297 invånare per kvadratkilometer. Genomsnittlig årsnederbörd är 1 277 millimeter. Den regnigaste månaden är februari, med i genomsnitt 223 mm nederbörd, och den torraste är juli, med 46 mm nederbörd.